# AN/SQS-26

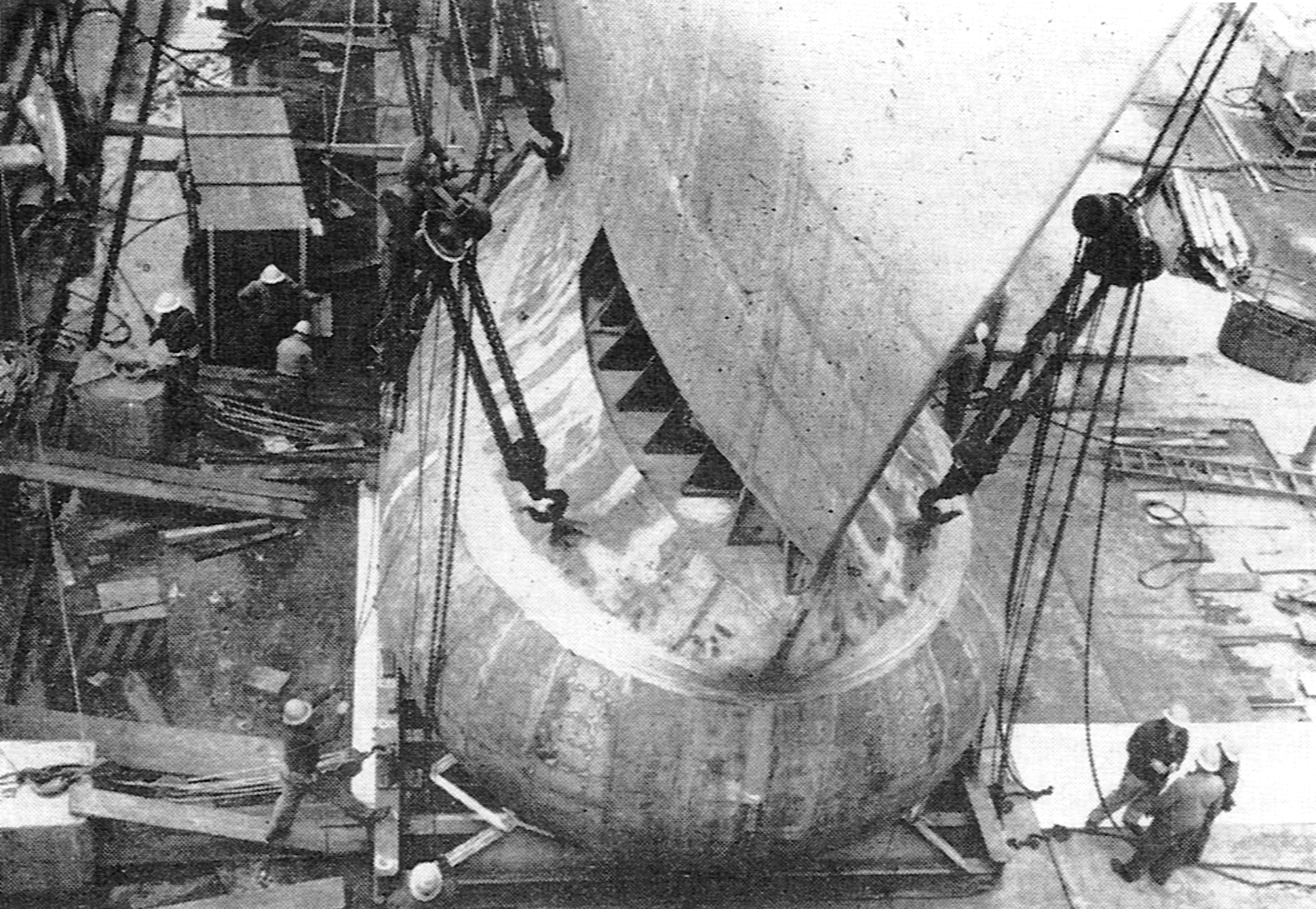
L' recevant le premier sonar SQS-26 en 1961.

L'AN/SQS-26 est un sonar actif/passif à basse fréquence, développé par le Naval Underwater Sound Laboratory et construit par General Electric et EDO Corporation (en). L'appareil est monté sur la proue des navires de surface de la marine américaine.
À une période, il fut installé sur 87 navires de guerre de la marine américaine entre les années 1960 et 1990 et est toujours utilisé sur des navires vendus à d'autres marines.

## Variantes
- AN/SQS-26 AXR - frégates de classe Bronstein, FF-1037, 1038
- AN/SQS-26 AXR - frégates de classe Garcia, FF-1040, 1041, 1043, 1044, 1045 et FF-1098 (anciennement AGFF-1)
- AN/SQS-26 AXR - frégates de classe Brooke, FFG-1, 2, 3
- AN/SQS-26 AXR - croiseurs de classe Belknap, CG-26, 27

Les sonars AX originaux ont été fabriqués par General Electric Heavy Military Electronics. Le suffixe « R » est le résultat d'un « Retrofit » de GE qui incorporait des conceptions améliorées dérivées du sonar AN/SQS-26CX, également fabriqué par General Electric.
- AN/SQS-26 BX - frégates de classe Garcia, FF-1047, 1048, 1049, 1050, 1051
- AN/SQS-26 BX - frégates de classe Brooke, FFG-4, 5, 6
- AN/SQS-26 BX - croiseurs de classe Belknap, CG-28, 29, 30, 31, 32, 33, 34
- AN/SQS-26 BX - croiseurs de classe Truxtun, CGN-35

Les sonars BX ont été fabriqués par EDO Corporation.
- AN/SQS-26 CX - frégates de classe Knox, FF-1052-1097
- AN/SQS-26 CX - croiseurs de classe California, CGN-36, 37
- AN/SQS-26 CX - croiseurs de classe Virginia, CGN-38, 39, 40, 41

Les sonars CX ont été fabriqués par General Electric Heavy Military Electronics. Le sonar AN/SQS-26CX effectue une recherche de secteur à longue portée à 360 degrés à basse fréquence.

### AN/SQS-53
L'AN/SQS-53 est une version améliorée de l'AN/SQS-26CX. La principale différence entre les sonars SQS-26CX et SQS-53 réside dans l'interface informatique numérique avec le système de conduite de tir Mk 116 de l'armement ASM de ce dernier. De plus, le sonar AN/SQS-53 peut être équipé du sonar à double fréquence « Kingfisher » pour la lutte anti-mines.
Spécifications:
- Fréquence de fonctionnement : 3 kHz
- Fréquence de pointe : 192 kHz
- Hauteur du réseau : 1,6 m (5'2")
- Diamètre du réseau : 4,8 m (15'7")

Versions :
- AN/SQS-53A : Version originale avec contrôle et affichage analogiques, utilisée sur divers destroyers et croiseurs[2]. Installé sur les premiers croiseurs de la classe Ticonderoga (CG-47 à 55).
- AN/SQS-53B : contrôle et affichage analogiques d'origine de l'AN-SQS-53A remplacés par des commandes et affichages numériques à semi-conducteurs intégrant un système de test intégré et un processeur de signal acoustique AN/UYS-1 pour une intégration avec le système numérique AN/SQQ-89[2]. Installé sur les croiseurs ultérieurs de la classe Ticonderoga (à partir du CG-56), bénéficiant du AN/SQQ-89.
- AN/SQS-53C : Amélioration de la version AN/SQS-53B qui est 50 % plus petit en volume et en poids avec une fiabilité améliorée : le temps moyen d'obsolescence programmée est d'environ 2 000 heures sans pannes[2]. Nouveaux transducteurs avec une puissance plus élevée et une bande passante plus large et intégrant des ordinateurs numériques AN/UYK-44(V) en plus de l'UYK-1[2]. Installé sur les destroyers de la classe Arleigh Burke.